# Představitelé Šan-tungu
Představitelé Šan-tungu stojí v čele správy provincie. V čele správy Šan-tungu stojí guvernér (šeng-čang, 省长) řídící lidovou vládu Šan-tungu (Šan-tung-šeng žen-min čeng-fu, 山东省人民政府). Nejvyšší politické postavení v provincii má však tajemník šantungského provinčního výboru Komunistické strany Číny, vládnoucí politické strany provincie i celého státu. K dalším předním představitelům Šan-tungu patří předseda provinčního lidového shromáždění (zastupitelského sboru) a předseda provinčního výboru Čínského lidového politického poradního shromáždění (ČLPPS).
V politickém systému Čínské lidové republiky, analogicky k centrální úrovni, má příslušný regionální výbor komunistické strany v čele s tajemníkem ve svých rukách celkové vedení, lidová vláda v čele guvernérem (u provincie) nebo starostou (u města) řídí administrativu regionu, lidové shromáždění plní funkce zastupitelského sboru a lidové politické poradní shromáždění má poradní a konzultativní funkci.

## Tajemníci šantungského provinčního výboru Komunistické strany Číny (od 1949)
Šantungské komunisty od konce roku 1938 řídilo šantungské subbyro ÚV KS Číny v čele s tajemníkem. V srpnu 1954 ho nahradil šantungský provinční výbor KS Číny, který vedl první tajemník s pomocí druhého tajemníka a několika dalších tajemníků. Po zřízení provinčního revolučního výboru v únoru 1968 jeho předseda stanul i v čele komunistů provincie. Od roku 1971 opět fungoval provinční výbor strany v čele s prvním tajemníkem. Od roku 1983 v čele provinčního výboru KS Číny stojí tajemník s několika zástupci tajemníka.
Ve sloupci „Další funkce“ jsou uvedeny nejvýznamnější úřady zastávané současně s výkonem funkce tajemníka šantungského výboru strany, případně pozdější působení v politbyru a stálém výboru politbyra.
| Jméno (životní data)                 | Od            | Do            | Další funkce a poznámky |
| ------------------------------------ | ------------- | ------------- | --- |
| Kchang Šeng (康生) (1898–1975)       | 1949          | prosinec 1949 | předseda lidové vlády Šan-tungu (1949–1955) |
| Fu Čchiou-tchao (傅秋涛) (1907–1981) | prosinec 1949 | srpen 1950    | |
| Siang Ming (向明) (1909–1969)        | srpen 1950    | srpen 1954    | |
| Šu Tchung (舒同) (1905–1998)         | srpen 1954    | říjen 1960    | |
| Ceng Si-šeng (曾希圣) (1904–1968)    | říjen 1960    | duben 1961    | první tajemník anchuejského provinčního výboru KS Číny (1952–1962) |
| Tchan Čchi-lung (谭启龙) (1913–2003) | duben 1961    | únor 1967     | předseda šantungského provinčního výboru ČLPPS (1955–1966), guvernér Šan-tungu (1958–1963), první tajemník čeťiangského provinčního výboru KS Číny (1952–1954 a 1973–1977), první tajemník čchingchajského provinčního výboru KS Číny (1977–1979), první tajemník s’čchuanského provinčního výboru KS Číny (1980–1983) |
| Wang Siao-jü (王效禹) (1914–1995)    | únor 1967     | březen 1971   | |
| Jang Te-č’ (杨得志) (1911–1994)      | březen 1971   | listopad 1974 | předseda šantungského revolučního výboru (1971–1974), později člen politbyra ÚV KS Číny (1982–1987) |
| Paj Žu-ping (白如冰) (1912–1994)     | listopad 1974 | prosinec 1982 | předtím guvernér Šan-tungu (1963–1967), předseda šantungského revolučního výboru (1974–1979), předseda šantungského provinčního výboru ČLPPS (1977–1979) |
| Su I-žan (苏毅然) (1918–2021)        | prosinec 1982 | červen 1985   | předtím guvernér Šan-tungu (1979–1982) |
| Liang Pu-tching (梁步庭) (1921–2021) | červen 1985   | prosinec 1988 | předtím první tajemník čchingchajského provinčního výboru KS Číny (1979–1982), guvernér Šan-tungu (1982–1985) |
| Ťiang Čchun-jün (姜春云) (1930–2021) | prosinec 1988 | říjen 1994    | předtím guvernér Šan-tungu (1987–1989), člen 14. a 15. politbyra ÚV KS Číny (1992–1997) |
| Čao Č’-chao (赵志浩) (* 1931)        | říjen 1994    | duben 1997    | předtím guvernér Šan-tungu (1989–1995), později předseda šantungského provinčního lidového shromáždění (1996–2002) |
| Wu Kuan-čeng (吴官正) (* 1938)       | duben 1997    | listopad 2002 | člen 15. a 16. politbyra ÚV KS Číny (1997–2007) |
| Čang Kao-li (张高丽) (* 1946)        | listopad 2002 | březen 2007   | předtím guvernér Šan-tungu (2001–2003), předseda šantungského provinčního lidového shromáždění (2003–2008), později člen 17. a 18. politbyra ÚV KS Číny (2007–2017) |
| Li Ťien-kuo (李建国) (* 1946)        | březen 2007   | březen 2008   | předtím první tajemník šensijského provinčního výboru KS Číny (1997–2007), předseda šantungského provinčního lidového shromáždění (2008–2009), později člen politbyra ÚV KS Číny (2012–2017) |
| Ťiang I-kchang (姜异康) (* 1953)     | březen 2008   | duben 2017    | předseda šantungského provinčního lidového shromáždění (2009–2017) |
| Liou Ťia-i (刘家义) (* 1956)         | duben 2017    | září 2021     | předseda šantungského provinčního lidového shromáždění (2017–2021) |
| Li Kan-ťie (李干杰) (* 1964)         | září 2021     | prosinec 2022 | předtím guvernér Šan-tungu (2020–2021), předseda šantungského provinčního lidového shromáždění (2021–2023), později člen politbyra ÚV KS Číny (2022– ) |
| Lin Wu (李干杰) (* 1962)             | prosinec 2022 | úřadující     | předseda šantungského provinčního lidového shromáždění (2023– ) |

## Guvernéři Šan-tungu (od 1949)
Od prosince 1979 v čele civilní administrativy provincie Šan-tung stojí guvernér řídící lidovou vládu provincie. Předtím od prosince 1949 do března 1955 provincii spravovala lidová vláda v čele s předsedou, poté lidový výbor v čele s guvernérem. Od března 1967 do prosince 1979 správu provincie vedl revoluční výbor Šan-tungu v čele s předsedou.
| Jméno (životní data)                 | Od            | Do            | Další funkce a poznámky |
| ------------------------------------ | ------------- | ------------- | --- |
| Kchang Šeng (康生) (1902–1962)       | březen 1949   | březen 1955   | do prosince 1949 jako předseda šantungské provinční vlády, první tajemník šantungského provinčního výboru KS Číny (1949) |
| Čao Ťien-min (赵健民) (1902–1962)    | březen 1955   | listopad 1958 | |
| Tchan Čchi-lung (谭启龙) (1902–1962) | listopad 1958 | prosinec 1963 | předseda šantungského provinčního výboru ČLPPS (1955–1966), první tajemník šantungského provinčního výboru KS Číny (1961–1967), první tajemník čchingchajského provinčního výboru KS Číny (1977–1979), první tajemník s’čchuanského provinčního výboru KS Číny (1980–1983) |
| Paj Žu-ping (白如冰) (1902–1962)     | prosinec 1963 | leden 1967    | později předseda šantungského revolučního výboru (1974–1979), první tajemník šantungského provinčního výboru KS Číny (1974–1982), předseda šantungského provinčního výboru ČLPPS (1977–1979)                                                                               |
| Wang Siao-jü (王效禹) (1902–1962)    | leden 1967    | listopad 1969 | |
| Jang Te-č’ (杨得志) (1902–1962)      | březen 1971   | listopad 1974 | první tajemník šantungského provinčního výboru KS Číny (1971–1974), později člen politbyra ÚV KS Číny (1982–1987) |
| Paj Žu-ping (白如冰) (1902–1962)     | listopad 1974 | prosinec 1979 | první tajemník šantungského provinčního výboru KS Číny (1974–1982), předseda šantungského provinčního výboru ČLPPS (1977–1979) |
| Su I-žan (苏毅然) (1902–1962)        | prosinec 1979 | prosinec 1982 | později (první) tajemník šantungského provinčního výboru KS Číny (1982–1985) |
| Liang Pu-tching (梁步庭) (1921–2021) | prosinec 1982 | červen 1985   | předtím první tajemník čchingchajského provinčního výboru KS Číny (1979–1982), později tajemník šantungského provinčního výboru KS Číny (1985–1988) |
| Li Čchang-an (李昌安) (1902–1962)    | červen 1985   | červenec 1987 | |
| Ťiang Čchun-jün (姜春云) (1902–1962) | červenec 1987 | březen 1989   | později tajemník šantungského provinčního výboru KS Číny (1988–1994), člen 14. a 15. politbyra ÚV KS Číny (1992–1997) |
| Čao Č’-chao (赵志浩) (* 1962)        | březen 1989   | únor 1995     | později tajemník šantungského provinčního výboru KS Číny (1994–1997), a předseda šantungského provinčního lidového shromáždění (1996–2002) |
| Li Čchun-tching (李春亭) (* 1962)    | únor 1995     | prosinec 2001 | |
| Čang Kao-li (张高丽) (* 1962)        | prosinec 2001 | leden 2003    | později tajemník šantungského provinčního výboru KS Číny (2002–2007), a předseda šantungského provinčního lidového shromáždění (2003–2008), člen 17. a 18. politbyra ÚV KS Číny (2007–2017)                                                                                |
| Chan Jü-čchün (韩寓群) (* 1962)      | leden 2003    | červen 2007   | |
| Ťiang Ta-ming (姜大明) (* 1962)      | červen 2007   | březen 2013   | |
| Kuo Šu-čching (郭树清) (* 1962)      | březen 2013   | duben 2017    | |
| Kung Čeng (龚正) (* 1962)            | duben 2017    | duben 2020    | |
| Li Kan-ťie ((李干杰) (* 1962)        | duben 2020    | září 2021     | později tajemník šantungského provinčního výboru KS Číny (2021–2022), a předseda šantungského provinčního lidového shromáždění (2021–2023), později člen politbyra ÚV KS Číny (2022– )                                                                                     |
| Čou Naj-siang ((周乃翔) (* 1962)     | září 2021     | úřadující     | |

## Předsedové šantungského provinčního lidového shromáždění (od 1979)
Počínaje rokem 2003 je předsedou šantungského provinčního lidového shromáždění (to jest provinčního zastupitelského sboru) volen tajemník provinčního výboru KS Číny.
| Jméno (životní data)               | Od            | Do          | Další funkce a poznámky |
| ---------------------------------- | ------------- | ----------- | --- |
| Čao Lin (赵林) (1906–2003)         | prosinec 1979 | duben 1983  | předtím předseda šantungského provinčního výboru ČLPPS (1976–1979) |
| Čchin Che-čen (秦和珍) (1913–1996) | duben 1983    | červen 1985 | |
| Li Čen (李振) (1924–2018)          | červen 1985   | únor 1996   | |
| Čao Č’-chao (赵志浩) (* 1931)      | březen 1996   | březen 2002 | předtím guvernér Šan-tungu (1989–1995), tajemník šantungského provinčního výboru KS Číny (1994–1997) |
| Chan Si-kchaj (韩喜凯) (* 1939)    | březen 2002   | duben 2003  | předtím předseda šantungského provinčního výboru ČLPPS (1998–2002) |
| Čang Kao-li (张高丽) (* 1946)      | duben 2003    | leden 2008  | předtím guvernér Šan-tungu (2001–2003), tajemník šantungského provinčního výboru KS Číny (2002–2007), předseda šantungského provinčního lidového shromáždění (2003–2008), později člen 17. a 18. politbyra ÚV KS Číny (2007–2017) |
| Li Ťien-kuo (李建国) (* 1946)      | leden 2008    | únor 2009   | tajemník šantungského provinčního výboru KS Číny (2007–2008), později člen politbyra ÚV KS Číny (2012–2017) |
| Ťiang I-kchang (姜异康) (* 1953)   | únor 2009     | duben 2017  | tajemník šantungského provinčního výboru KS Číny (2008–2017) |
| Liou Ťia-i (刘家义) (* 1956)       | duben 2017    | říjen 2021  | tajemník šantungského provinčního výboru KS Číny (2017–2021) |
| Li Kan-ťie (李干杰) (* 1964)       | říjen 2021    | leden 2023  | předtím guvernér Šan-tungu (2020–2021), tajemník šantungského provinčního výboru KS Číny (2021–2022), později člen politbyra ÚV KS Číny (2022– )                                                                                  |
| Lin Wu (李干杰) (* 1962)           | leden 2023    | úřadující   | tajemník šantungského provinčního výboru KS Číny (2022– ) |

## Předsedové šantungského provinčního výboru Čínského lidového politického poradního shromáždění (ČLPPS, od 1955)
| Jméno (životní data)                 | Od            | Do            | Další funkce a poznámky |
| ------------------------------------ | ------------- | ------------- | --- |
| Tchan Čchi-lung (谭启龙) (1913–2003) | leden 1955    | květen 1966   | guvernér Šan-tungu (1958–1963), první tajemník šantungského provinčního výboru KS Číny (1961–1967), první tajemník čchingchajského provinčního výboru KS Číny (1977–1979), první tajemník s’čchuanského provinčního výboru KS Číny (1980–1983) |
| Paj Žu-ping (白如冰) (1912–1994)     | prosinec 1977 | červen 1979   | předtím guvernér Šan-tungu (1963–1967), předseda šantungského revolučního výboru (1974–1979), první tajemník šantungského provinčního výboru KS Číny (1974–1982)                                                                               |
| Čao Lin (赵林) (1906–2003)           | červen 1979   | listopad 1979 | později předseda šantungského provinčního lidového shromáždění (1979–1983) |
| Kao Kche-tching (高克亭) (1911–1998) | prosinec 1979 | duben 1983    | |
| Li C’-čchao (李子超) (1920–2002)     | duben 1983    | duben 1993    | |
| Lu Mao-ceng (陆懋曾) (1928–2022)     | duben 1993    | duben 1998    | |
| Chan Si-kchaj (韩喜凯) (* 1939)      | duben 1998    | březen 2002   | později předseda šantungského provinčního lidového shromáždění (2002–2003) |
| Wu Aj-jing (吴爱英) (* 1951)         | březen 2002   | leden 2004    | žena |
| Sun Šu-i (孙淑义) (* 1945)           | leden 2004    | prosinec 2009 | |
| Liou Wej (刘伟) (* 1958)             | leden 2010    | leden 2018    | později předseda chenanského provinčního výboru ČLPPS (2018–2023) |
| Fu Č’-fang (付志方) (* 1956)         | leden 2018    | leden 2022    | |
| Ke Chuej-ťün (葛慧君) (* 1963)       | leden 2022    | úřadující     | žena, předtím předsedkyně čeťiangského provinčního výboru ČLPPS (2018–2022) |